# Schneeglocke (Silvretta)

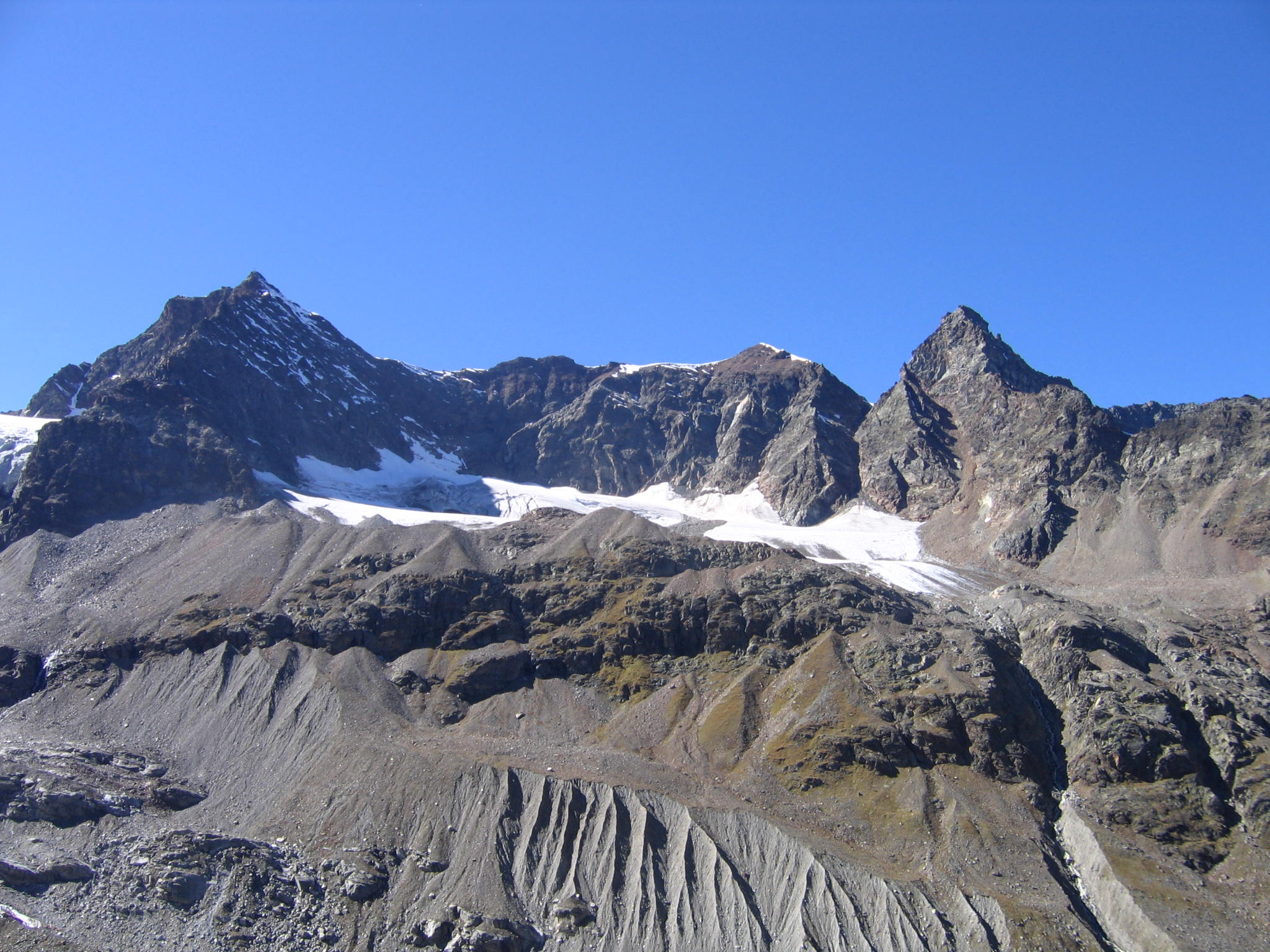
Silvrettahorn links, Schneeglocke rechts der Mitte, Schattenspitze rechts

Die Schneeglocke ist ein 3223 m ü. A. hoher, vergletscherter Berggipfel der Silvrettagruppe in den Ostalpen.
Der Berg liegt im Montafon im Bundesland Vorarlberg. Im Westen des Gipfels befindet sich der Klostertaler Gletscher, im Osten der Schneeglockengletscher. Die Schneeglocke ist der höchste Gipfel, der zur Gänze in Vorarlberg liegt.
Zu den Nachbargipfeln zählen das Silvrettahorn (3244 m) im Südosten, der Knoten (3190 m) im Süden, die Rothfluh (3166 m ü. A.) im Südwesten und die Schattenspitze (3202 m) im Norden.
Mitglieder der Sektion Saarbrücken stellten das metallene Gipfelkreuz im Jahr 1960 auf.
Der Normalweg führt durch das Klostertal, wobei der Silvretta-Stausee der Ausgangspunkt ist. Auch für eine Skitour startet man am Stausee. Nach dem Stausee geht man Richtung Klostertaler Umwelthütte, dann weiter ins Klostertal und bei einer Höhe von circa 2400 Metern geht man Richtung Osten auf den Klostertaler Gletscher Richtung Gipfel.